# Isabel Kattner
Isabel „Isi“ Fabienne Kattner (* 17. Oktober 2000 in Zürich, Schweiz) ist eine deutsche Handballspielerin auf der Kreisläufer-Position. In der Beachvariante ist sie als Linienspielerin deutsche Nationalspielerin. Stand August 2022 vereinte Kattner die Titel der World-Games-Siegerin sowie der Welt-, Europa- und Deutschen Meisterin in ihrer Person.
Kattner absolviert ein Grundschul-Lehramtsstudium.

## Hallenhandball
Isabel Kattner spielte zunächst beim TSV Schleißheim, ab 2018 auch mit Zweitspielrecht beim ASV Dachau. Im Jahr 2020 schloss sie sich dem Drittligisten HCD Gröbenzell an. Mit Gröbenzell stieg sie im Jahr 2023 in die 2. Bundesliga auf. Im Sommer 2024 wechselte sie zum Ligakonkurrenten VfL Waiblingen.

## Beachhandball

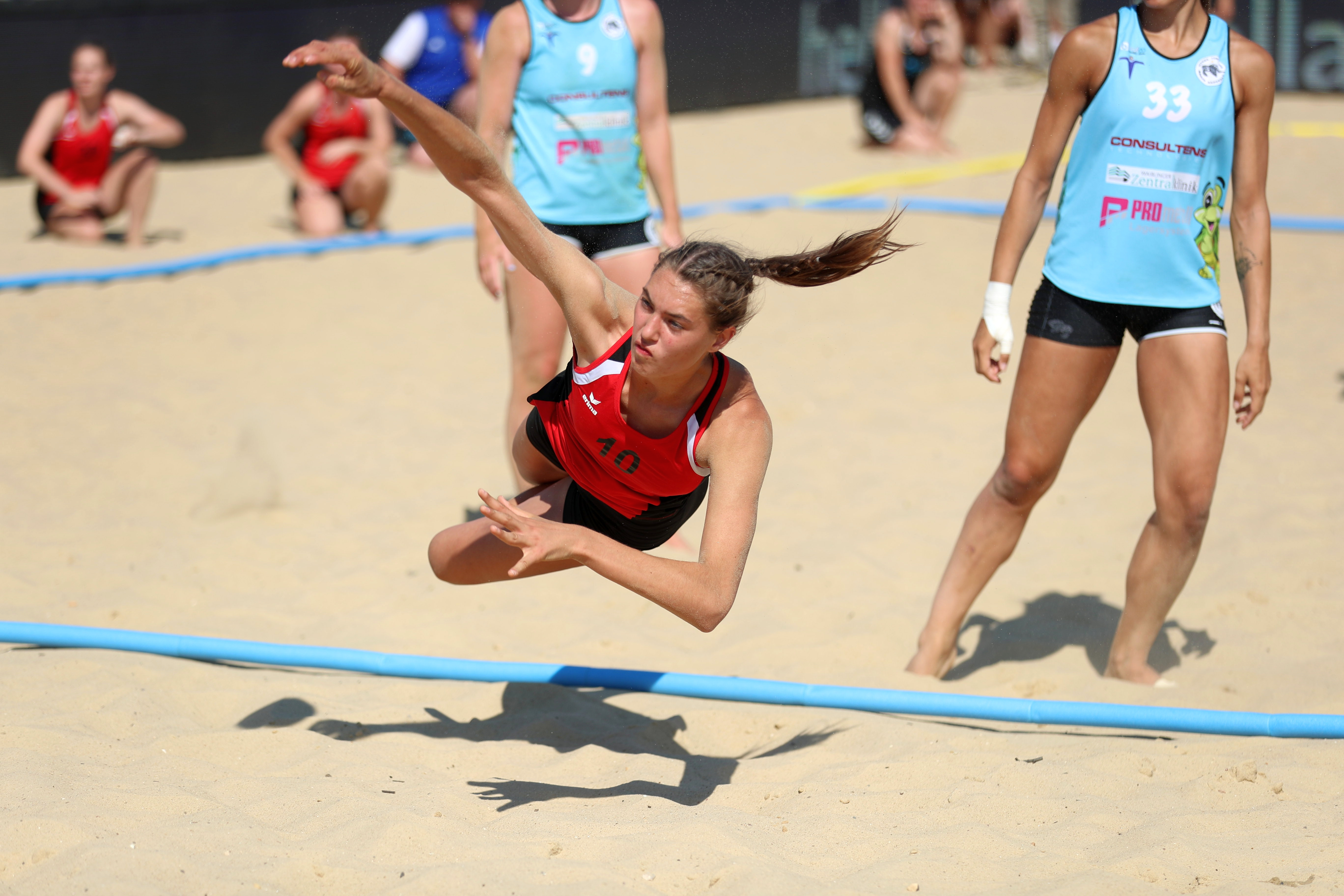
Kattner im Finale der Deutschen Meisterschaften 2022

Seit 2012 spielt Kattner Beachhandball. Hier läuft sie für die Beach Bazis Schleissheim auf. Sie ist flexibel als treffsichere Pivot im Angriff, als auch als zentrale Abwehrspielerin einsetzbar. Auf beiden Positionen profitiert sie von ihrer Größe. Bei den Deutschen Meisterschaften 2018 erreichte sie mit ihrer Mannschaft das Finale, wo sie Strandgeflüster Minden unterlag, Deutschen Meisterschaften 2022 gewann sie mit ihrer Mannschaft den Titel.
Kattner gehörte seit 2016 zu den Kandidatinnen für die Nachwuchs-Nationalmannschaft, Bundestrainer Alexander Novakovic entdeckte sie 2015. Sie nahm erstmals 2017 bei den Junioren-Europameisterschaften am Jarun-See bei Zagreb an einer internationalen Meisterschaft teil. Hier gelang ein nicht so guter Start in das Turnier, mit zwei Siegen und drei Niederlagen in der Vorrunde. Gleich im ersten Spiel gegen Polen war sie mit erzielten 14 Punkten beste deutsche Werferin. Hinter den beiden Spitzenmannschaften aus den Niederlanden und Ungarn konnte Deutschland dennoch dritte der Gruppe werden und sich für das Viertelfinale qualifizieren, in dem Russland geschlagen wurde. Kattner war mit 12 erzielten Punkten erneut beste deutsche Torschützin. Im Halbfinale unterlag das Team erneut den Niederländerinnen – gemeinsam mit Amelie Möllmann war sie mit je neun erzielten Punkten beste Scorerin –, im Spiel um den dritten Rang wurde die bisherige Übermannschaft aus Ungarn, die bis dahin alle Titel beim weiblichen Nachwuchs in Europa gewonnen hatte, geschlagen. Auch hier war Kattner mit elf erzielten Punkten gemeinsam mit Paula Reips beste Scorerin. Alle Spiele in den KO-Runden wurden erst im Shootout entschieden. Kattner spielte alle acht Spiele und erzielte 76 Punkte. Damit war sie die beste Torschützin ihrer Mannschaft im Turnierverlauf.
Diesen Erfolg konnte Kattner mit der deutschen Mannschaft 2018 in Ulcinj wiederholen. Nach zwei Siegen und einer Niederlage zog die Mannschaft hinter Russland ins Viertelfinale ein, wo Spanien geschlagen wurde. Im Halbfinale scheiterte die Mannschaft wie im Jahr zuvor an den Niederlanden, doch konnte wiederum das „kleine Finale“ gegen Portugal klar gewonnen werden. Kattner kam erneut in allen sechs möglichen Spielen zum Einsatz und erzielte 52 Punkte. Im Vorrundenspiel gegen Russland war sie mit sechs Punkten beste Werferin, allerdings gemeinsam mit Lena Klingler, Jana Epple, Toni-Luisa Reinemann und Cara Reuthal. Im Viertelfinale war sie mit zehn Punkten wie auch mit 12 Punkten im Spiel um die Bronzemedaille jeweils gemeinsam mit Klingler beste Werferin der deutschen Mannschaft, im Halbfinale allein mit zehn Punkten. Für ihre besonderen Leistungen als Nachwuchssportlerin wurde Kattner vom Bayerischen Landes-Sportverband geehrt.

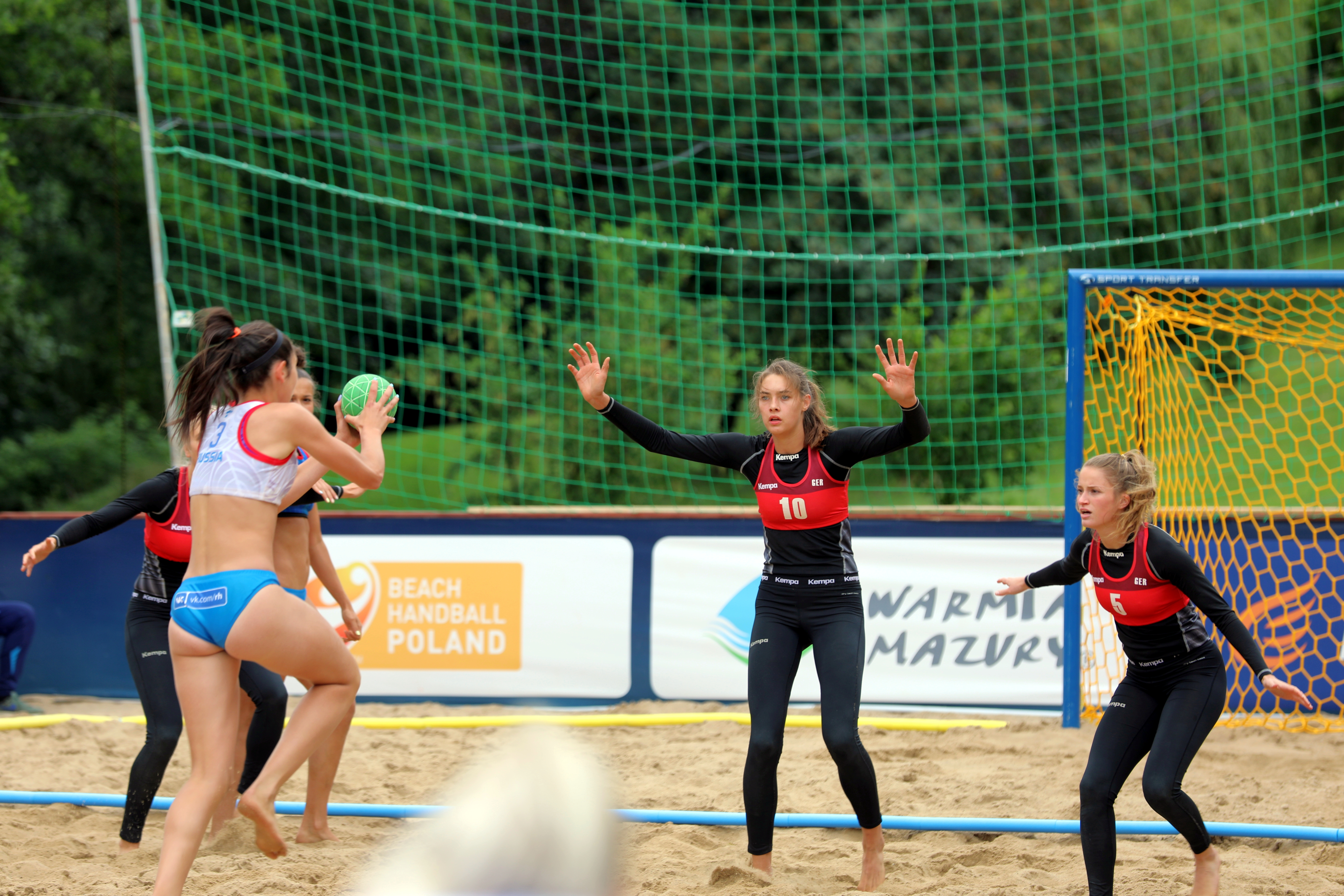
Kattner (Mitte) verteidigt mit Kirsten Walter (#5) gegen die angreifende Jelisaweta Dudkina beim letzten Spiel gegen Russland bei der EM 2019

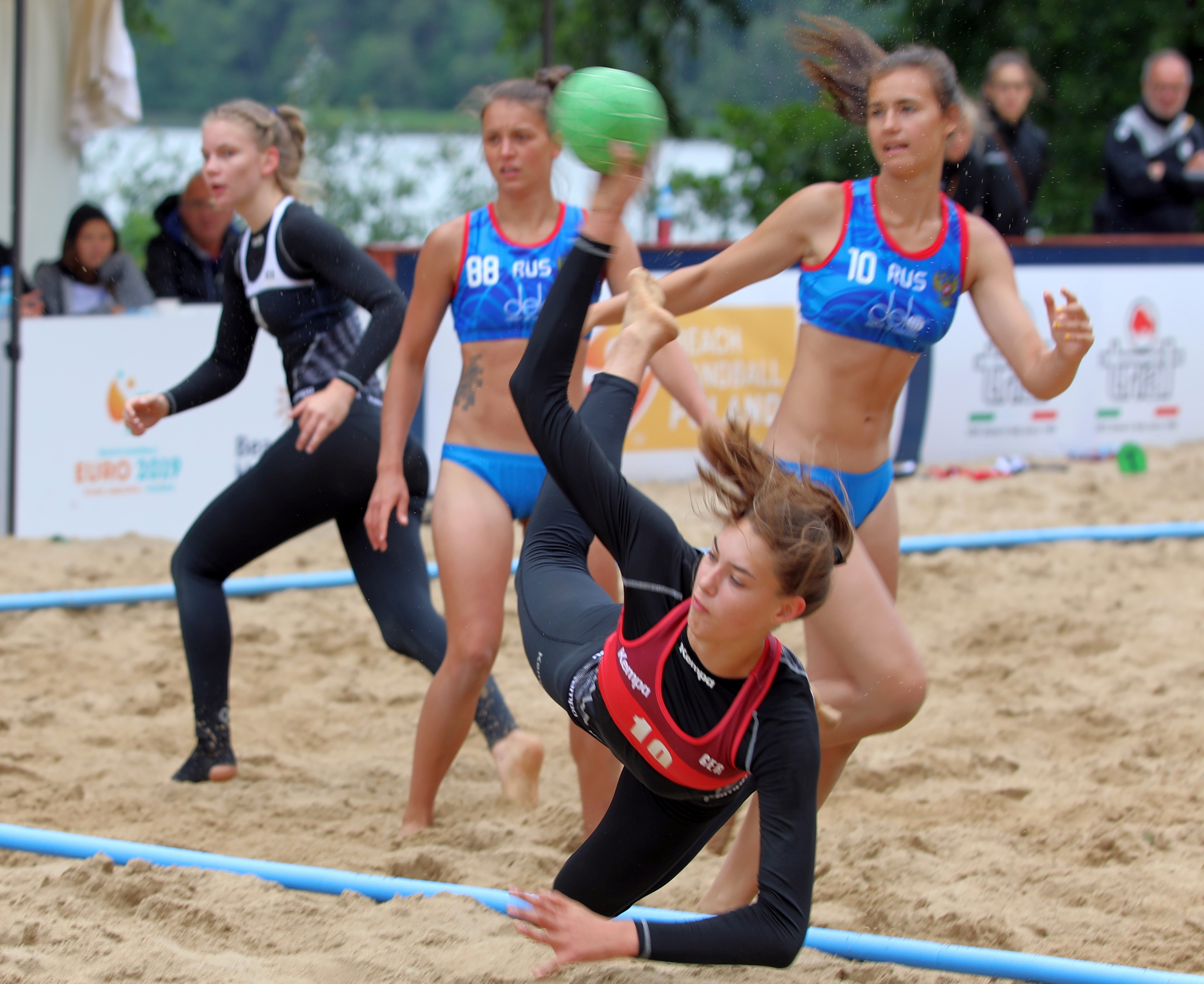
Kattner beim Torwurf im Spiel gegen Russland bei der EM 2019; hinten von links nach rechts Toni-Luisa Reinemann, Jekaterina Koroljowa und Sofija Lyschina

Für die Europameisterschaften 2019 im polnischen Stare Jabłonki wurde Kattner erstmals für ein Turnier in die A-Nationalmannschaft berufen. Der perspektivisch zusammen gestellte Mannschaft bestand aus einigen erfahrenen Spielerinnen wie Kirsten Walter, Leonie Wöbking oder Christine Königsmann, darüber hinaus aber vor allem aus jüngeren Nachwuchsspielerinnen wie Klingler, Kattner, Epple oder Reinemann. Nach einer Vorrunde mit zwei Siegen und zwei Niederlagen sowie fünf gewonnenen und fünf verlorenen Sätzen qualifizierte sich das deutsche Team als Gruppendritte für die Hauptrunde. Bei der Niederlage gegen Russland beim Turnierauftakt war Kattner gemeinsam mit Christine Königsmann mit jeweils 12 erzielten Punkten beste deutsche Scorerin. Gegen Dänemark erhielt sie einen Platzverweis, gegen die Ukraine musste sie das Spiel nach der zweiten Zeitstrafe ebenfalls vorzeitig beenden. Dort schlug man zunächst die amtierenden Weltmeisterinnen aus Griechenland, verlor dann aber gegen Spanien – Kattner wurde in diesem Spiel erneut des Feldes verwiesen – und schlug im dritten und letzten Spiel ohne Kattner die Italienerinnen. Das deutsche Team ging als Vorletztes Team ihrer Hauptrunden-Gruppe in die KO-Phase, wo es zunächst die Mannschaft der Schweiz deutlich mit 2:0 besiegte. Es folgte ein hart umkämpfter und erst im Shootout besiegelter Sieg gegen die Gastgeberinnen aus Polen. Im letzten Spiel nach einer kräftezehrenden Meisterschaft unterlag das junge Team der Vertretung aus Russland und belegte Platz zehn. Kattner, die im Turnierverlauf sowohl in der Offensive als auch in der Defensive eingesetzt wurde und oft weite Teile des Spiels auf dem Feld blieb, erzielte mit zehn Punkten wie auch Paula Reips die meisten im abschließenden Spiel. Kattner bestritt acht der zehn möglichen Turnierspiele und erzielte dabei 52 Punkte, womit sie die fünfterfolgreichste Torschützin Deutschlands im Turnier war. Zudem erhielt sie als einzige deutsche Spielerin jeweils eine Zeit- und eine Spielstrafe sowie zwei Platzverweise. Sie war zudem die einzige Spielerin im Turnierverlauf, die mit einem Platzverweis ein Spiel nicht beenden durfte und trotz der sonst wenigen Strafen damit nach Julie Aspelund Berg aggressivste Turnierspielerin.
Weitaus erfolgreicher sollte die Beachhandball Euro 2021 in Warna werden. Kattner begann das Turnier mit drei Siegen mit der deutschen Mannschaft, über Rumänien, Portugal und die Niederlande. In allen drei Spielen erzielte sie mit acht zehn und 16 Punkten die jeweils meisten Treffer für die deutsche Mannschaft, im ersten Spiel punktgleich mit Sarah Irmler und Amelie Möllmann. Damit kam Deutschland verlustpunktfrei in die Hauptrunde, wo auch die weiteren drei Spiele gegen Frankreich, Griechenland und Polen gewonnen werden konnten. Gegen Frankreich war Kattner gemeinsam mit Klingler mit je zehn erzielten Punkten deutsche Top-Scorerin. Gegen Griechenland wurde sie vom Platz gestellt und verpasste das letzte Vorrundenspiel gegen Polen. Auch das Viertelfinale wurde somit ohne Punktverlust und ohne Satzverlust erreicht. Gegen die Weltklassemannschaft aus Ungarn gewannen die deutschen Frauen im Shootout und mussten damit ihren ersten Satzverlust im Turnier hin nehmen. Mit 18 Punkten war Kattner die mit Abstand beste Werferin Deutschlands. Auch im Halbfinale gegen Spanien wurde ein Satz verloren, doch auch die Ibererinnen konnten im Shootout bezwungen werden. Kattner wurde in diesem Spiel vor allem in der Abwehr eingesetzt. Zudem verkörperte sie wie auch schon gegen Ungarn im Shootout eine offensive Variante der Torhüterin und trug damit maßgeblich zu den Siegen bei. Am fünften Spieltag der EM wurde sie deshalb als Spielerin des Spieltags ausgezeichnet. Im Finale traf die deutsche Mannschaft auf die Titelverteidiger aus Dänemark, die dieses Mal in zwei Durchgängen besiegt wurden. Bei einer überragenden Torschützin Amalie Möllmann, steuerte Kattner sieben Punkte zum Titelgewinn bei. Es war der erste Titelgewinn der deutschen Mannschaft seit 2006 und überhaupt erst der zweite Titel und wurde auch von den Spielerinnen selbst als „Sensation“ wahrgenommen, nahm die deutsche Mannschaft nach mehreren Jahren Unterbrechung erst seit 2015 wieder an internationalen Wettbewerben teil. Kattner wurde von Bundestrainer Novakovic in acht der möglichen neun Partien eingesetzt und traf dabei zu 75 Punkten. Kattner wurde zudem als beste Abwehrspielerin des Turniers ausgezeichnet und damit in das All-Star-Team des Turniers berufen.
Kattner war neben Madeleine Benecke, Magdalena Frey, Kirsten Walter und der späteren Siegerin Sabine Stockhorst eine der fünf Kandidatinnen für den #beachaward2020, bei dem die beste Spielerin der 2010er Jahre gewählt wurde. 2022 erhielt sie das Silberne Lorbeerblatt.